# Geraint Thomas
Geraint Howell Thomas, OBE (Cardiff, 25 maggio 1986), è un ciclista su strada e pistard britannico che corre per il team Ineos Grenadiers.
Nella specialità dell'inseguimento a squadre ha vinto due ori olimpici, a Pechino 2008 e Londra 2012, e tre titoli mondiali (2007, 2008 e 2012). Professionista su strada dal 2007, ha vinto il Tour de France nel 2018, l'E3 Harelbeke nel 2015, una Parigi-Nizza nel 2016, il Giro del Delfinato nel 2018, il Tour de Romandie nel 2021 e il Giro di Svizzera nel 2022.

## Carriera

### Gli esordi
Cresciuto a Whitchurch, quartiere nel nord di Cardiff, frequentò la Whitchurch High School e iniziò a praticare ciclismo nel Maindy Flyers Cycling Club al Maindy Stadium all'età di dieci anni, prima di passare a gareggiare in altri club locali, il Cycling Club Cardiff e il Cardiff Just in Front. Seguirono alcuni successi nelle categorie Under-14 e 16, inclusi i campionati nazionali. Passato alla categoria Juniores, nel luglio 2004 riuscì ad aggiudicarsi la medaglia d'argento nella corsa a punti di categoria ai campionati europei di Valencia e il titolo mondiale Juniores nello scratch nella rassegna iridata di Los Angeles.
Il talento venne notato dai tecnici federali, e Thomas, neanche diciottenne, venne selezionato per allenarsi alla British Cycling Olympic Academy, l'accademia della pista promossa dalla Federciclismo britannica. A fine 2004 iniziò a partecipare agli eventi di Coppa del mondo Open, ottenendo il secondo posto nello scratch nell'evento di Mosca. Nel febbraio 2005, durante un allenamento a Sydney per la Coppa del mondo, cadde a causa di un pezzo di metallo staccatosi dalla ruota del corridore che lo precedeva, e che si infilò nella sua: cadendo il pezzo di metallo gli entrò nell'addome e gli causò una emorragia interna e la rottura della milza, che successivamente gli venne rimossa.
Negli ultimi mesi della stagione 2005, in rappresentanza di una Selezione britannica, partecipò al Tour of Britain su strada, aperto ai professionisti, concludendolo; venne inoltre chiamato dal team Professional Continental Team Wiesenhof per gareggiare da stagista in alcune gare, tra cui il Kampioenschap van Vlaanderen. Nel 2006 fece il suo esordio ai Campionati del mondo su pista Open a Bordeaux, contribuendo alla medaglia d'argento del quartetto britannico, battuto in finale dall'Australia, nell'inseguimento a squadre. Per la maggior parte della stagione su strada corse invece per la formazione dilettantistica britannica Recycling.co.uk, riuscendo a vincere una tappa e la classifica finale della Flèche du Sud in Lussemburgo; verso la fine dell'anno passò invece alla Saunier Duval-Prodir come stagista. In stagione corse ancora alcune gare, come il Tour of Britain e il Tour de Langkawi in Malaysia, con una Selezione britannica.

### 2007-2012: il professionismo e le vittorie su pista

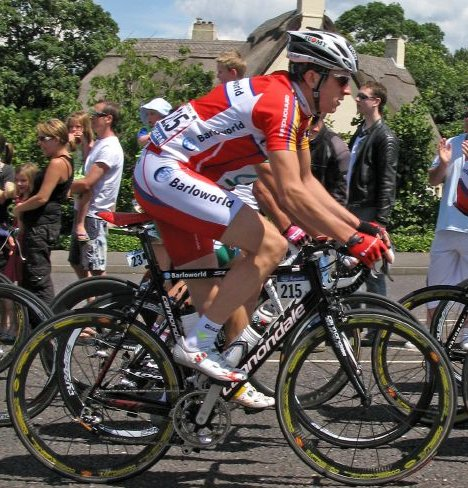
Geraint Thomas durante la prima tappa del Tour de France 2007.

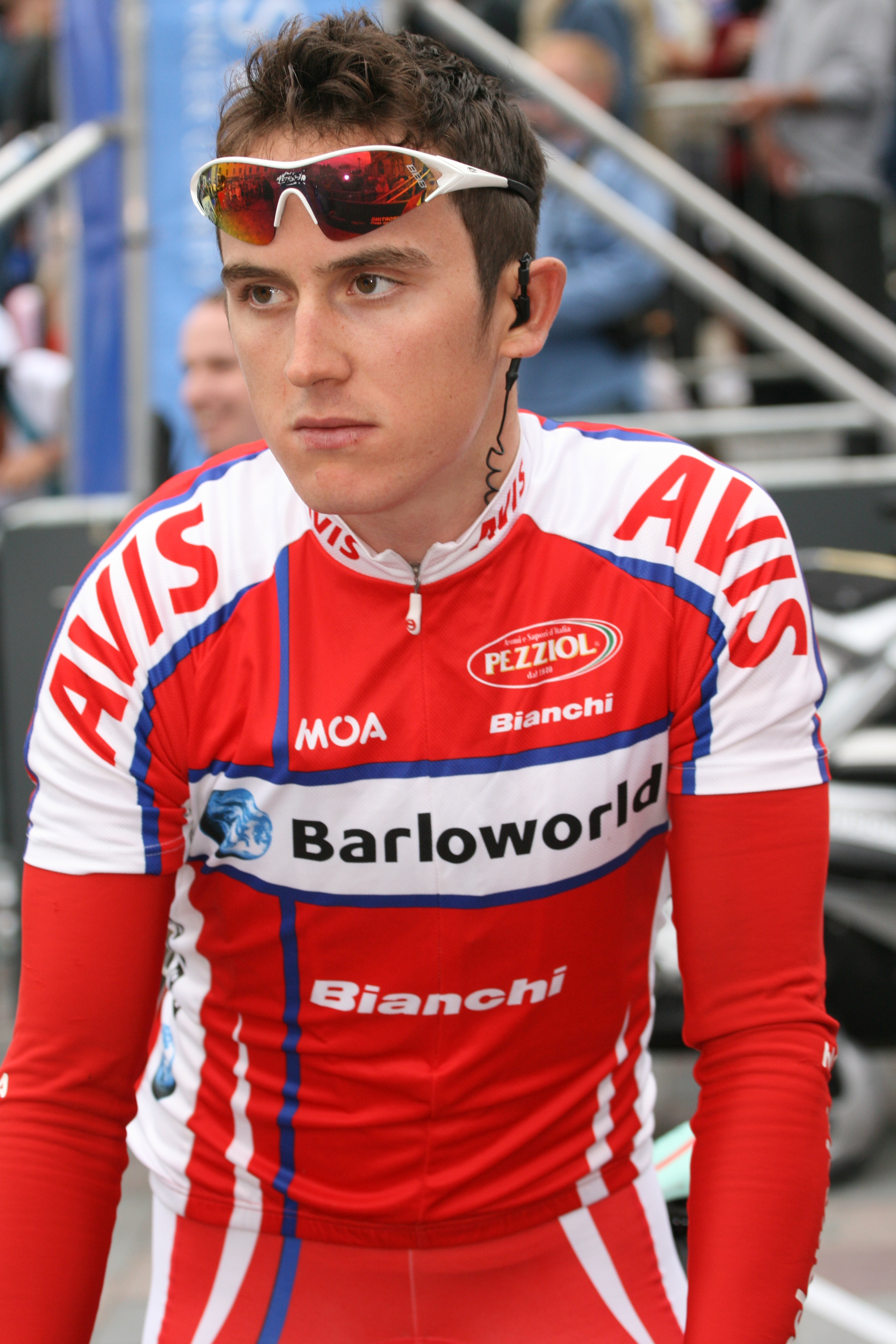
Geraint Thomas al Tour of Britain nel 2009.

### 2013-2014: gli anni della maturità su strada
Apre la stagione 2013, la prima senza gli impegni della pista, con una vittoria di tappa al Tour Down Under in Australia e con il terzo posto finale nella corsa, oltre al successo nella graduatoria a punti e a tre giorni in maglia di leader. Tornato in Europa, è quarto sia all'Omloop Het Nieuwsblad, prima classica stagionale, che all'E3 Harelbeke, mentre al Giro di Baviera conclude secondo nella classifica finale alle spalle di Adriano Malori. In luglio corre il Tour de France, contribuendo come gregario (perlopiù nelle tappe di pianura) al successo finale del capitano Chris Froome; a fine stagione, ai campionati del mondo di Firenze, è infine parte del sestetto Sky che si aggiudica la medaglia di bronzo nella cronometro a squadre iridata.
Nel 2014 si mette in evidenza alla Parigi-Nizza quando, al termine della quarta tappa, indossa la maglia di capoclassifica, che conserva anche al termine della quinta frazione. Perde poi la leadership sull'arrivo in salita di Fayence, quando non riesce a tenere il ritmo di Carlos Betancur; scivolato al secondo posto generale, nella successiva settima tappa cade e viene così tagliato fuori dalla lotta per la classifica finale, e l'indomani si ritira. Ottiene invece risultati positivi nelle classiche del Nord: si piazza infatti terzo all'E3 Harelbeke, battuto allo sprint da Peter Sagan e Niki Terpstra, ottavo al Giro delle Fiandre e settimo, nel gruppetto dei primi inseguitori, alla Parigi-Roubaix. In maggio vince la cronometro e la classifica finale del Giro di Baviera, mentre in luglio corre il Tour de France ancora in appoggio al favorito Chris Froome, che però si ritira.
Subito dopo il Tour de France (concluso al 22º posto) si sposta in Scozia, a Glasgow, per i Giochi del Commonwealth: qui, in rappresentanza del suo Galles, vince la medaglia di bronzo nella cronometro su strada (battuto dagli specialisti Alex Dowsett e Rohan Dennis) e la medaglia d'oro nella prova in linea, corsasi sotto una forte pioggia, grazie a un attacco solitario all'inizio dell'ultimo giro e nonostante una foratura a 6 km dall'arrivo.

### 2015: i piazzamenti nelle classiche e nelle corse a tappe

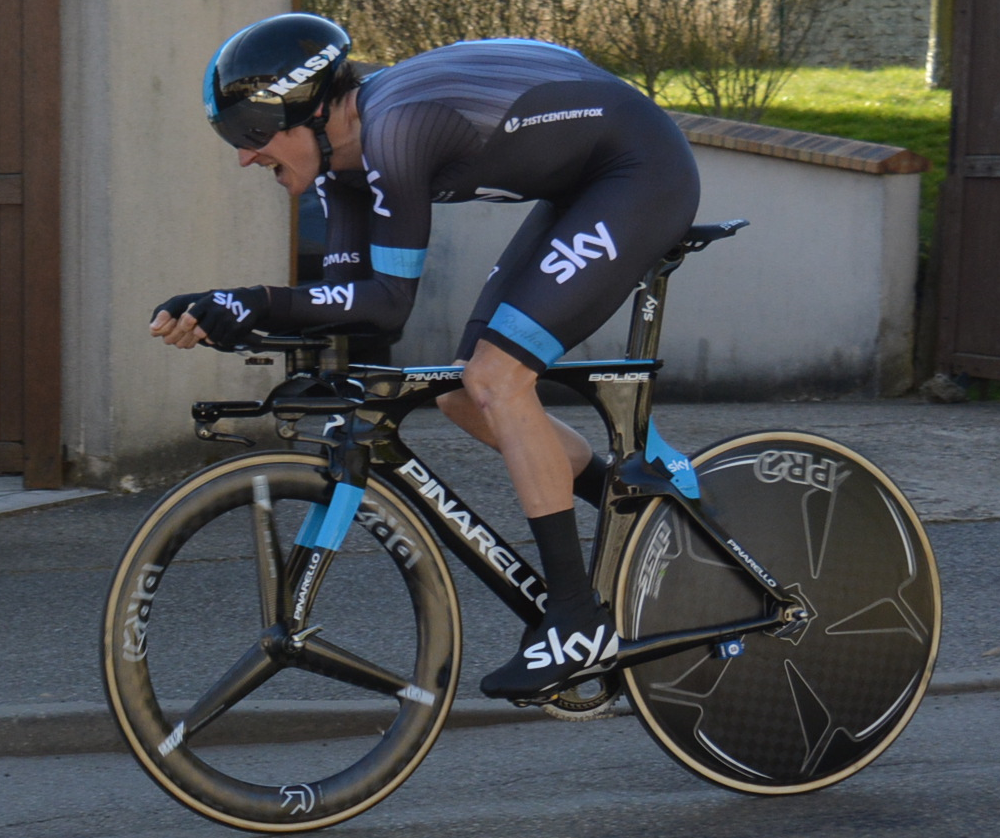
Geraint Thomas impegnato durante una prova a cronometro alla Parigi-Nizza 2015.

All'inizio del 2015, sempre in maglia Sky, riesce a vincere una tappa e la classifica finale della Volta ao Algarve in Portogallo, e si piazza quinto alla Parigi-Nizza, vinta dal compagno di squadra Richie Porte. Spostatosi nel nord Europa ancora come capitano del Team Sky per le classiche, vince in solitaria la 58ª edizione della E3 Harelbeke (valida per il World Tour) grazie a un attacco a 4 km dall'arrivo, e conclude terzo alla Gand-Wevelgem, mentre al Giro delle Fiandre è quattordicesimo.
In avvicinamento al Tour de France corre quindi il Tour de Romandie e il Giro di Svizzera. Nella gara romanda veste la maglia di leader al termine della cronometro a squadre di apertura vinta dalla sua Sky, perdendola però già l'indomani, mentre nel giro svizzero riesce a issarsi al secondo posto in graduatoria dopo la tappa di Risch-Rotkreuz e a mantenere la posizione fino al termine nonostante i cambi di leadership: conclude a soli 5" dal vincitore Simon Špilak. Al Tour de France, nonostante gareggi in appoggio del compagno Chris Froome, che vestirà la maglia gialla finale, è ancora protagonista, e si mantiene ai primi posti della classifica per oltre due settimane, tanto da occupare il quarto posto assoluto al termine della diciottesima tappa. Crolla tuttavia durante la frazione di montagna seguente, a La Toussuire, perdendo 22 minuti e retrocedendo fino al quindicesimo posto finale. Chiude la stagione alla Vuelta a España, senza particolari risultati.

### 2016: la vittoria alla Parigi-Nizza

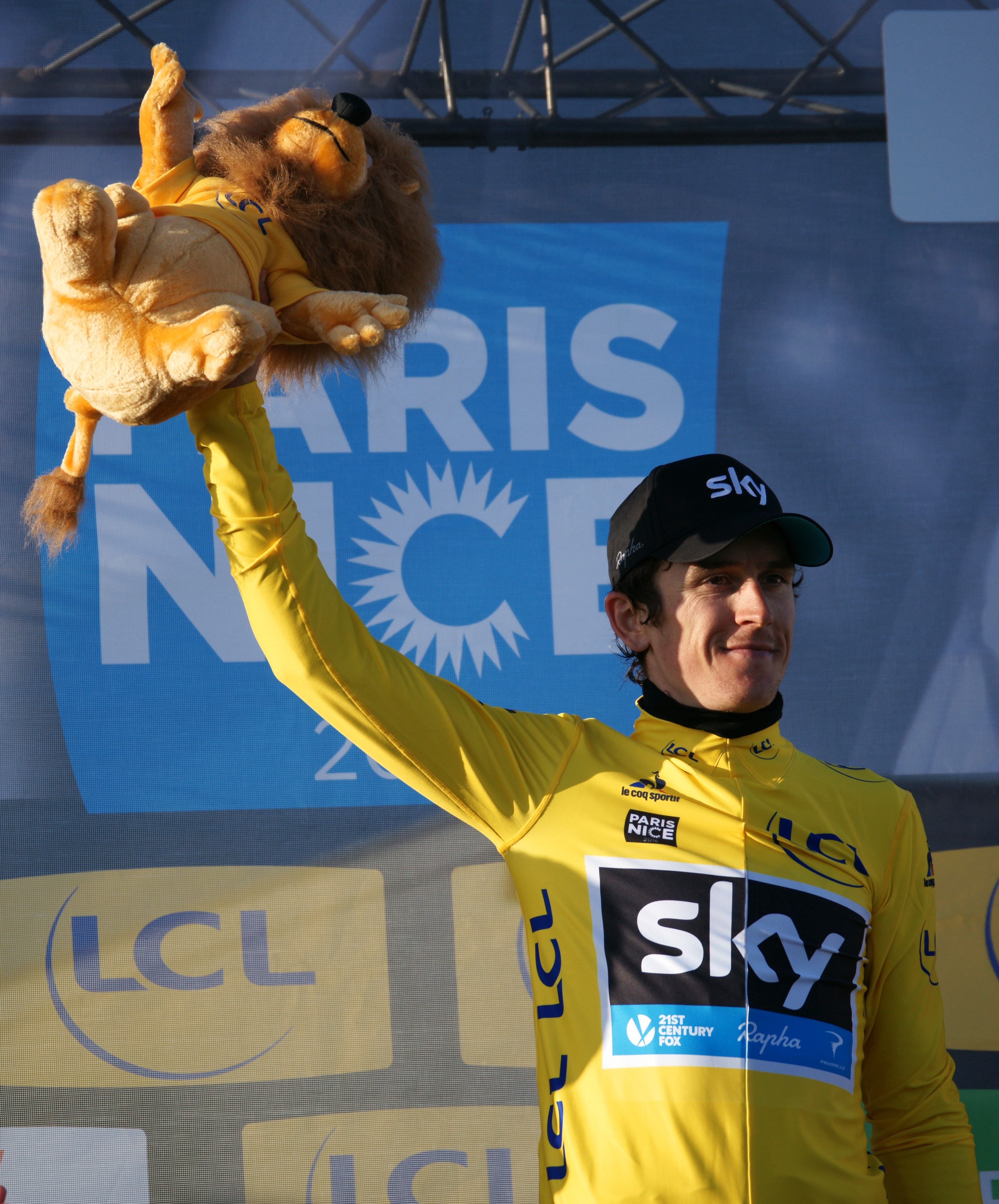
Geraint Thomas festeggia la leadership alla Parigi-Nizza 2016.

Nel febbraio 2016 si aggiudica, come l'anno prima, la classifica finale della Volta ao Algarve davanti a Jon Izagirre e Alberto Contador: a garantirgli il successo sono il secondo posto nella tappa sull'Alto da Fóia e il terzo posto nella cronometro di Sagres. Poche settimane dopo vince anche la prestigiosa Parigi-Nizza: dopo aver conquistato la maglia di leader al termine della penultima tappa, riesce a contenere gli attacchi di Alberto Contador nel corso dell'ultima frazione sul Col d'Èze, imponendosi infine per soli 4" sul corridore spagnolo. Successivamente, dopo essersi piazzato dodicesimo al Giro delle Fiandre e aver saltato la Parigi-Roubaix, corre senza acuti il Tour de Romandie. Si presenta quindi tra i favoriti al via del Giro di Svizzera: nella corsa elvetica, pur arrivando ad occupare il terzo posto della generale dopo cinque giorni di gara, non riesce ad esprimersi adeguatamente e, a causa degli 11 minuti persi nell'ultima tappa a Davos, conclude anonimamente al diciassettesimo posto finale. Al Tour de France subito seguente è ancora al servizio del vittorioso capitano Froome e, come l'anno precedente, conclude quindicesimo. Nel finale di stagione partecipa quindi alle gare su strada dei Giochi olimpici di Rio de Janeiro, cogliendo l'undicesimo posto in linea e il nono a cronometro, ad alcune prove World Tour e alla prova in linea dei campionati del mondo di Doha, ritirandosi.

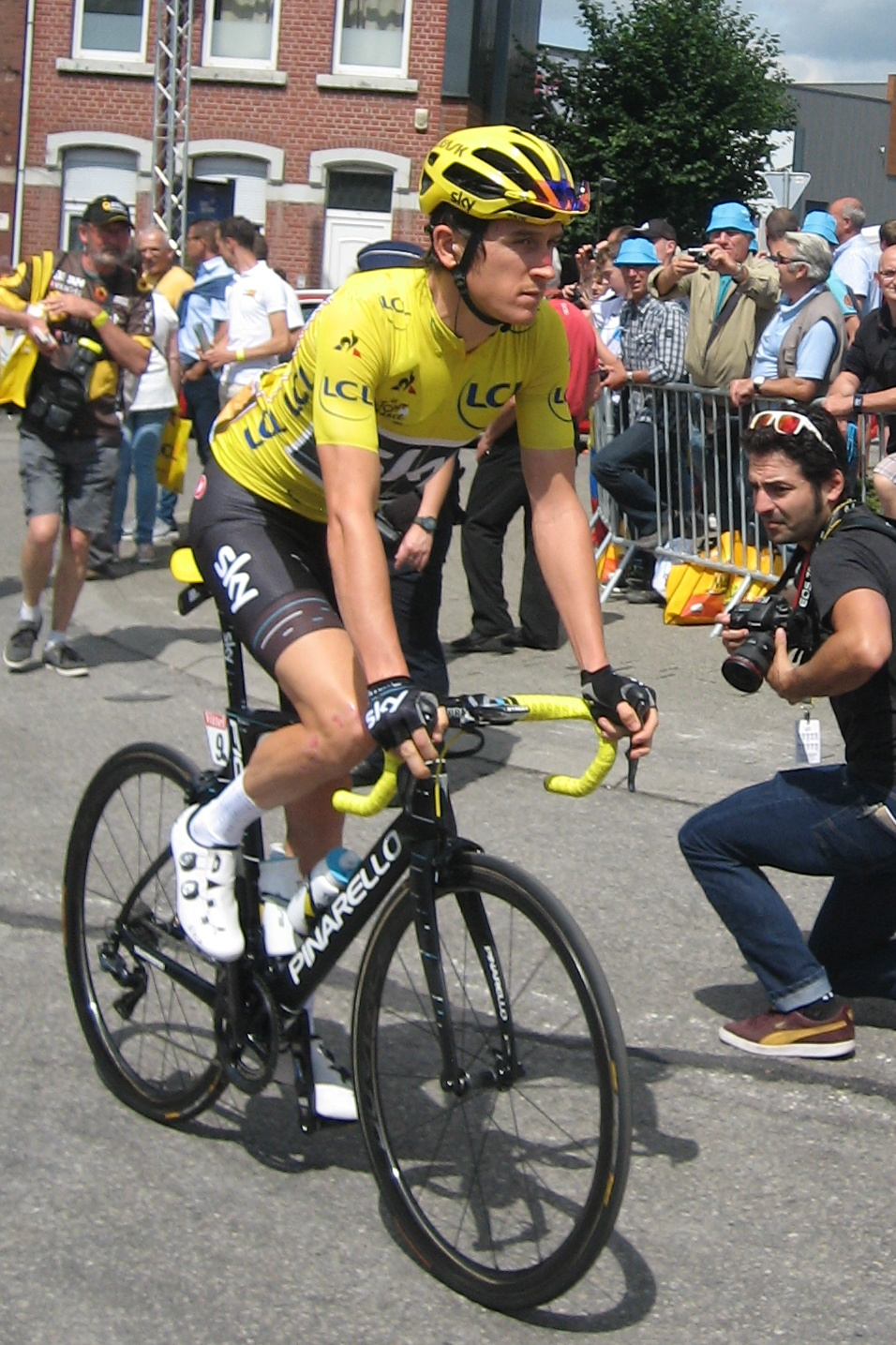
Geraint Thomas in maglia gialla durante la terza tappa del Tour de France 2018.

### 2017: la prima gialla al Tour
Apre la stagione 2017 al Tour Down Under, senza risultati. Alla successiva Tirreno-Adriatico vince la seconda tappa, con arrivo sullo strappo di Pomarance, scattando a 4 km dal traguardo e andando a imporsi in solitaria con 9" su Tom Dumoulin e il resto del gruppo. Successivamente corre il Tour of the Alps in preparazione al Giro d'Italia e si impone nella 3ª tappa, su Mikel Landa e Domenico Pozzovivo, raggiungendoli a circa 600 metri dal traguardo e superandoli nettamente allo sprint. Con questo successo conquista anche la maglia di capoclassifica sfilandola a Thibaut Pinot. Sul primo arrivo in salita del Giro d'Italia, sull'Etna, si piazza terzo regolando allo sprint il gruppo dei migliori e risalendo al secondo posto della classifica generale a 6" da Bob Jungels.
Al Tour de France 2017 vince la prima tappa, una cronometro di 14 km a Düsseldorf, indossando per la prima volta in carriera la maglia gialla. Perde il comando della classifica al termine della quinta tappa, con arrivo in salita a La Planche des Belles Filles, in favore del suo capitano Chris Froome. Nel corso della nona frazione, mentre è secondo in classifica a 12" dal capitano, è costretto al ritiro dopo una caduta che gli causa la frattura di una clavicola. Rientra in gara nel finale di stagione piazzandosi settimo al Tour of Britain e terzo, con i compagni del Team Sky, alla prova a cronometro a squadre ai mondiali di Bergen.

### 2018: la vittoria al Delfinato e al Tour de France

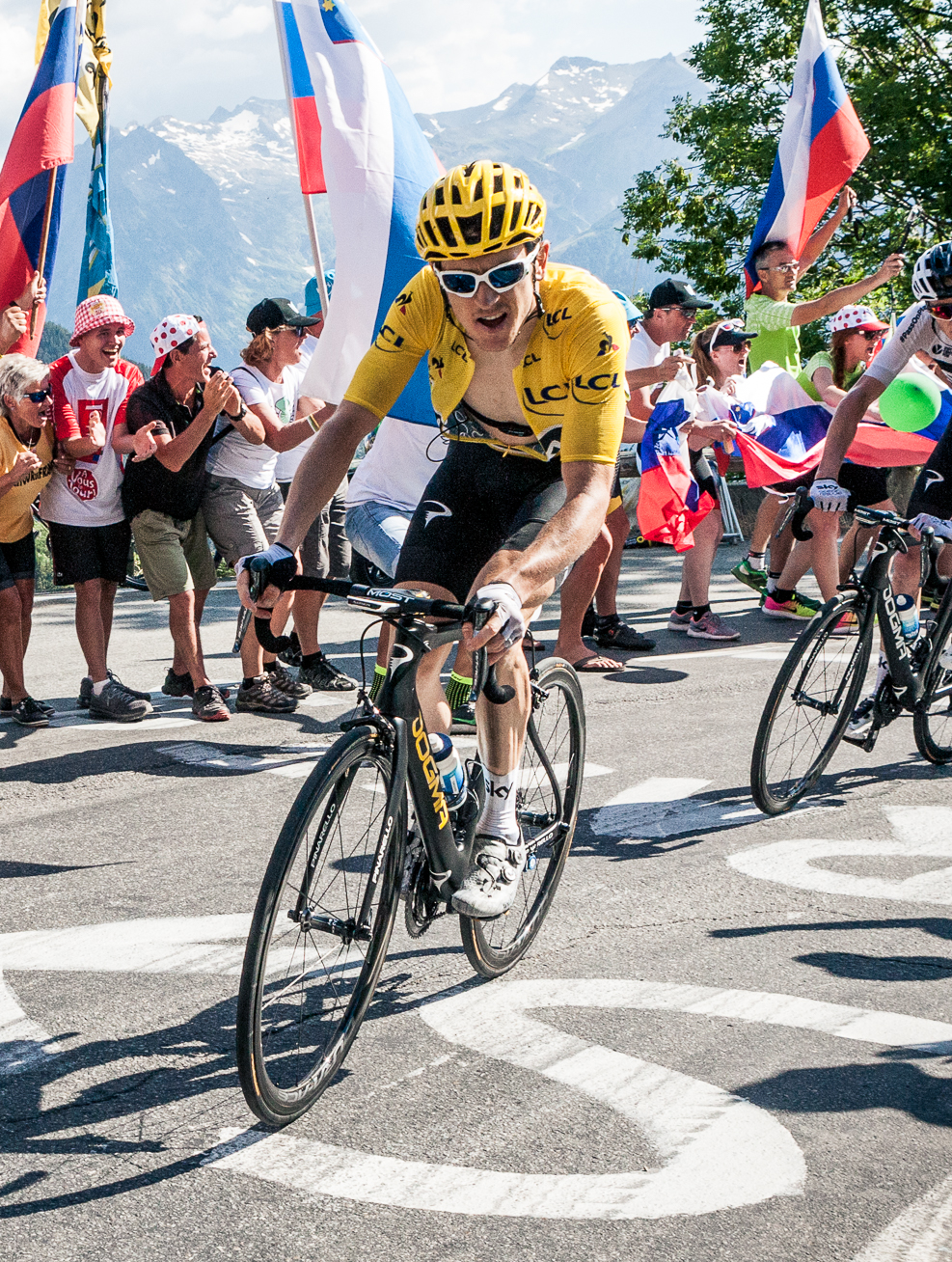
Geraint Thomas in maglia gialla durante un attacco in salita al Tour de France 2018 da lui poi vinto.

Apre la stagione 2018 imponendosi nella cronometro individuale della Volta ao Algarve. Dopo essersi piazzato terzo alla Tirreno-Adriatico disputa Parigi-Roubaix e Liegi-Bastogne-Liegi senza ottenere risultati. Rientra in gara al Critérium du Dauphiné; assieme ai compagni del Team Sky vince la cronometro a squadre e poi, due giorni dopo, conquista il primato in classifica piazzandosi secondo sull'arrivo in salita della quinta tappa, vinta da Daniel Martin. Conserva il primato in classifica fino a fine gara. Pochi giorni dopo vince il campionato nazionale a cronometro.
Si presenta al via del Tour de France come alternativa allo storico capitano Chris Froome, reduce dal vittorioso Giro d'Italia. Grazie all'ottima cronometro a squadre disputata con i compagni del Team Sky e ad alcuni secondi di abbuono racimolati ai traguardi volanti si presenta al via delle prime tappe di montagna al secondo posto della classifica, con quasi un minuto di vantaggio nei confronti di Froome, danneggiato da una caduta. Nel finale dell'undicesima tappa, con arrivo in salita a La Rosière, raggiunge e supera i fuggitivi Mikel Nieve e Tom Dumoulin, andando a imporsi con 20" proprio sull'olandese e sul compagno Froome. Questo successo gli permette di vestire la maglia gialla. Si ripete il giorno successivo, nella tappa che si conclude all'Alpe d'Huez. Resiste agli attacchi dei migliori e, grazie ad un'accelerazione negli ultimi 200 metri, va a vincere la tappa con una manciata di secondi su Dumoulin, Bardet, Froome e Landa.

## Palmarès

### Pista
- 2004 (Juniores)

Campionati del mondo Juniores, Scratch
- 2005

UIV Cup Brema Under-23 (con Mark Cavendish)
Campionati britannici, Inseguimento a squadre (con Mark Cavendish, Ed Clancy e Steve Cummings)
Campionati britannici, Scratch
UIV Cup Dortmund Under-23 (con Ben Swift)
- 2006

Campionati europei, Inseguimento a squadre Under-23 (con Ed Clancy, Ian Stannard e Andrew Tennant)
2ª prova Coppa del mondo 2006-2007, Inseguimento a squadre (Mosca, con Ed Clancy, Paul Manning e Chris Newton)
- 2007

Campionati del mondo, Inseguimento a squadre (con Ed Clancy, Bradley Wiggins e Paul Manning)
2ª prova Coppa del mondo 2007-2008, Inseguimento a squadre (Pechino, con Ed Clancy, Steve Cummings e Paul Manning)
- 2008

4ª prova Coppa del mondo 2007-2008, Inseguimento a squadre (Copenaghen, con Steven Burke, Ed Clancy e Paul Manning)
Campionati del mondo, Inseguimento a squadre (con Ed Clancy, Bradley Wiggins e Paul Manning)
Giochi della XXIX Olimpiade, Inseguimento a squadre (con Ed Clancy, Paul Manning e Bradley Wiggins)
1ª prova Coppa del mondo 2008-2009, Inseguimento a squadre (Manchester, con Steven Burke, Ed Clancy e Robert Hayles)
- 2009

Campionati britannici, Inseguimento individuale
1ª prova Coppa del mondo 2009-2010, Inseguimento a squadre (Manchester, con Steven Burke, Ed Clancy e Andrew Tennant)
1ª prova Coppa del mondo 2009-2010, Inseguimento individuale (Manchester)
- 2011

4ª prova Coppa del mondo 2010-2011, Inseguimento a squadre (Manchester, con Steven Burke, Ed Clancy e Bradley Wiggins)
Campionati europei, Inseguimento a squadre (con Steven Burke, Ed Clancy e Peter Kennaugh)
- 2012

Campionati del mondo, Inseguimento a squadre (con Steven Burke, Ed Clancy e Peter Kennaugh)
Giochi olimpici, Inseguimento a squadre (con Steven Burke, Ed Clancy e Peter Kennaugh)

### Strada
- 2003 (dilettanti)

Kuurnse Leieomloop
Kingswood Festival Road Race
- 2004 (dilettanti)

Campionati gallesi, Prova in linea
Le Pavé de Roubaix
1ª tappa Acht van Bladel (Bladel > Bladel)
- 2005 (dilettanti)

Campionati gallesi, Prova in linea
- 2006 (Recycling.co.uk, due vittorie)

2ª tappa Flèche du Sud
Classifica generale Flèche du Sud
- 2010 (Team Sky, una vittoria)

Campionati britannici, Prova in linea
- 2011 (Team Sky, una vittoria)

Classifica generale Bayern-Rundfahrt
- 2012 (Team Sky, una vittoria)

Prologo Tour de Romandie (Losanna, cronometro)
- 2013 (Team Sky, una vittoria)

2ª tappa Tour Down Under (Mount Barker > Rostrevor)
- 2014 (Team Sky, tre vittorie)

4ª tappa Bayern-Rundfahrt (Wassertrüdingen, cronometro)
Classifica generale Bayern-Rundfahrt
Giochi del Commonwealth, Prova in linea
- 2015 (Team Sky, tre vittorie)

2ª tappa Volta ao Algarve (Lagoa > Monchique)
Classifica generale Volta ao Algarve
E3 Harelbeke
- 2016 (Team Sky, due vittorie)

Classifica generale Volta ao Algarve
Classifica generale Parigi-Nizza
- 2017 (Team Sky, quattro vittorie)

2ª tappa Tirreno-Adriatico (Camaiore > Pomarance)
3ª tappa Tour of the Alps (Villabassa > Funes)
Classifica generale Tour of the Alps
1ª tappa Tour de France (Düsseldorf, cronometro)
- 2018 (Team Sky, sei vittorie)

3ª tappa Volta ao Algarve (Lagoa, cronometro)
Classifica generale Giro del Delfinato
Campionati britannici di ciclismo su strada, prova a cronometro
11ª tappa Tour de France (Albertville > La Rosière)
12ª tappa Tour de France (Bourg-Saint-Maurice > Alpe d'Huez)
Classifica generale Tour de France
- 2021 (Ineos Grenadiers, due vittorie)

Classifica generale Tour de Romandie
5ª tappa Giro del Delfinato (Saint-Chamond > Saint-Vallier)
- 2022 (Ineos Grenadiers, una vittoria)

Classifica generale Giro di Svizzera

#### Altri successi
- 2005 (dilettanti)

Westerwald (criterium)
- 2006 (Saunier Duval - Prodir)

Classifica a punti Flèche du Sud
Classifica giovani Flèche du Sud
- 2008 (Barloworld)

Smithfield Circuit (criterium)
- 2010 (Team Sky)

1ª tappa Tour of Qatar (West Bay Lagoon, cronosquadre)
- 2013 (Team Sky)

Classifica sprint Tour Down Under
- 2015 (Team Sky)

Classifica a punti Volta ao Algarve
1ª tappa Tour de Romandie (Vallée de Joux > Juraparc, cronosquadre)
- 2018 (Team Sky)

3ª tappa Critérium du Dauphiné (Pont-de-Vaux > Louhans, cronosquadre)

## Piazzamenti

### Grandi Giri
- Giro d'Italia

2008: 118º
2012: 80º
2017: non partito (13ª tappa)
2020: non partito (4ª tappa)
2023: 2º
2024: 3º
- Tour de France

2007: 140º
2010: 64º
2011: 31º
2013: 140º
2014: 22º
2015: 15º
2016: 15º
2017: ritirato (9ª tappa)
2018: vincitore
2019: 2º
2021: 41º
2022: 3º
2024: 42º
2025: 58º
- Vuelta a España

2015: 69º
2023: 31º

### Classiche monumento
- Milano-Sanremo

2011: 60º
2013: ritirato
2014: ritirato
2015: 31º
2016: 169º
2025: 110º
- Giro delle Fiandre

2010: 33º
2011: 10º
2013: 41º
2014: 8º
2015: 14º
2016: 12º
- Parigi-Roubaix

2010: 64º
2011: fuori tempo massimo
2013: 79º
2014: 7º
2015: ritirato
2018: ritirato
- Liegi-Bastogne-Liegi

2018: 56º
2022: 42º
2025: 93º

### Competizioni mondiali
- Campionati del mondo su strada

Hamilton 2003 - In linea Juniores: 28º
Verona 2004 - In linea Juniores: 14º
Madrid 2005 - In linea Under-23: 93º
Salisburgo 2006 - In linea Under-23: ritirato
Varese 2008 - In linea Elite: ritirato
Mendrisio 2009 - In linea Elite: ritirato
Copenaghen 2011 - In linea Elite: 81º
Limburgo 2012 - Cronosquadre: 9º
Toscana 2013 - Cronosquadre: 3º
Toscana 2013 - In linea Elite: ritirato
Ponferrada 2014 - Cronosquadre: 4º
Ponferrada 2014 - In linea Elite: ritirato
Doha 2016 - Cronosquadre: 4º
Doha 2016 - In linea Elite: ritirato
Bergen 2017 - Cronosquadre: 3º
Yorkshire 2019 - In linea Elite: ritirato
Imola 2020 - Cronometro Elite: 4º
Glasgow 2023 - Cronometro Elite: 10º
- Campionati del mondo su pista

Bordeaux 2006 - Inseguimento a squadre: 2º
Maiorca 2007 - Inseguimento a squadre: vincitore
Manchester 2008 - Inseguimento a squadre: vincitore
Melbourne 2012 - Inseguimento a squadre: vincitore
Melbourne 2012 - Inseguimento individuale: 5º
Melbourne 2012 - Americana: 2º
- Giochi olimpici

Pechino 2008 - Inseguimento a squadre: vincitore
Londra 2012 - Inseguimento a squadre: vincitore
Rio de Janeiro 2016 - In linea: 11º
Rio de Janeiro 2016 - Cronometro: 9º
Tokyo 2020 - In linea: ritirato
Tokyo 2020 - Cronometro: 12º

### Competizioni europee
- Campionati europei

Atene 2006 - Scratch Under-23: 2°
Atene 2006 - Inseguimento a squadre Under-23: vincitore
Atene 2006 - Corsa a punti Under-23: 4°
Apeldoorn 2011 - Inseguimento a squadre: vincitore